# Український далекосхідний рух

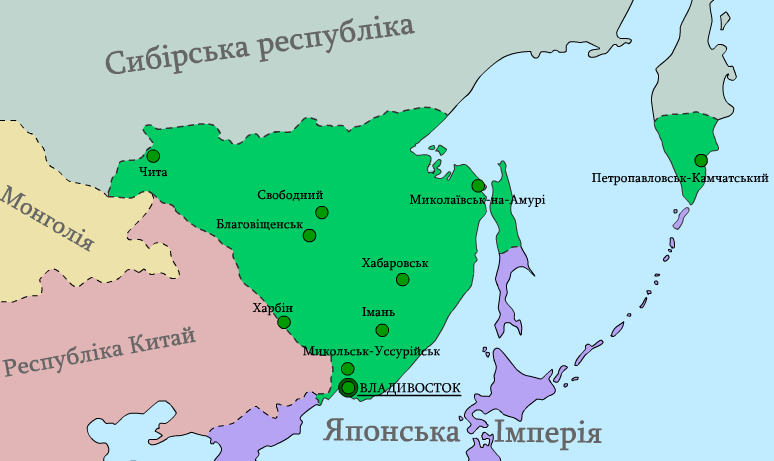

Український далекосхідний рух — національно-державницька та культурно-просвітницька діяльність українців, що творилась на території колишньої Російської імперії в районах Зеленого Клину, з претензіями на національно-територіальну та національно-культурну автономію з 1917 року.
Для координації української діяльності на Зеленому Клині були створені Українська Далекосхідна Крайова Рада, її виконавчий орган — Український Далекосхідній Секретаріат та десять українських окружних рад, ухвалено проєкт конституції національно-культурної автономії.
В місцях компактного проживання переселенців зорганізувались українські кооперації, об'єднання, видавництва та гуртки, що займалися національною освітою, економікою та культурою.
Весь час свого існування державницький рух на Зеленому Клині орієнтувався на об'єднання з Українською Народною Республікою та планував переселення українців Далекого Сходу до України.
В жовтні-листопаді 1922 року Далекосхідна республіка, разом з нею — і українська діяльність, була повністю ліквідована російськими більшовиками, які підкорили Далекий Схід та почали репресії проти українського населення.
Після ліквідації Далекосхідної республіки всі українські громадські установи переїхали до Харбіна, що залишився на території Китаю, де у 1935 році створили Українську Національну Колонію — єдиний український координаційний центр, котрий діяв і після заборони військовою владою Японії в 1937 році всіх українських товариств.
Після розпаду СРСР та незалежності України відбулася ще одна спроба відновити діяльність українських національних організацій на Далекому Сході — 19 березня 1993 року у Владивостоці відбувся П'ятий Далекосхідний з'їзд українців.
На сьогодні майже все українське населення Далекого Сходу асимільоване та русифіковане. Відсоток українців на цій території зменшився з 60 % в 1913 році до 2,8 % у 2010. Останній український громадський діяч Анатолій Кріль, який спробував заснувати на Зеленому Клині українську церкву був забитий росіянами на смерть 1 квітня 2004 року.

## Назва та символіка

Пізніший варіант прапора далекосхідних українців (1931 рік)

Території Приморської та Амурської областей, що були найбільш компактно заселені вихідцями з України, в українському етнічному середовищі запам'яталися під назвою «Зелений Клин». Походження цієї назви пов'язується із зеленою рослинністю Примор'я, а також географічним положенням Південно-Уссурійського краю, який «клином» втиснувся між Китаєм і Японським морем. Також слово «клин» використовувалося в значенні певної частини земної поверхні, земельних угідь («земельний клин»), адже саме тут український селянин отримував у своє володіння величезні, за європейськими мірками, наділи.
За деякими джерелами, перша назва даних територій в українців йменувалася як «Закитайщина».

Перший прапор далекосхідних українців (1918 рік)

Відносно українських поселенських земель на півдні Далекого Сходу поряд з назвою «Зелений Клин» використовувалися також найменування «Нова Україна», «Далекосхідна Україна», «Зелена Україна». У краєзнавчій літературі використання назви «Далекосхідна Україна» зафіксовано вже в 1905 році, стосовно південної частині Уссурійського краю.
Далекосхідні з'їзди розглядали як варіанти прапорів українців синьо-жовтий прапор із зеленим клином та зелений прапор із зменшеною копією синьо-жовтого прапора в лівому верхньому куті.

## Історія

### Причина переселення

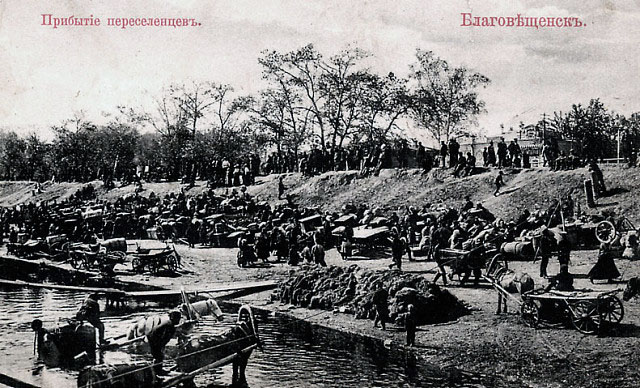
Прибуття переселенців в Благовіщенськ

Однією з причин заселення українцями Далекого Сходу було зростання національної свідомості українців. Влада Росії боялась, що українці можуть почати рух за незалежність України, підняти повстання та вийти з-під їхнього контролю. Планувалося переселити збідніле українське населення подалі від своєї батьківщини, де вони б швидше позбулися свого українського коріння, русифікувались та стали вірними слугами Російської імперії, а на їх місце заселити росіян, які б почали русифікацію українського населення на українській етнічній території.
Щоб пришвидшити процес переселення українців добровольцям надавали деякі пільги у вигляді більших наділів землі, ніж вони мали в Україні, а також велася пропаганда про багатство Далекосхідного краю.

### Переселення українців (1765—1905)

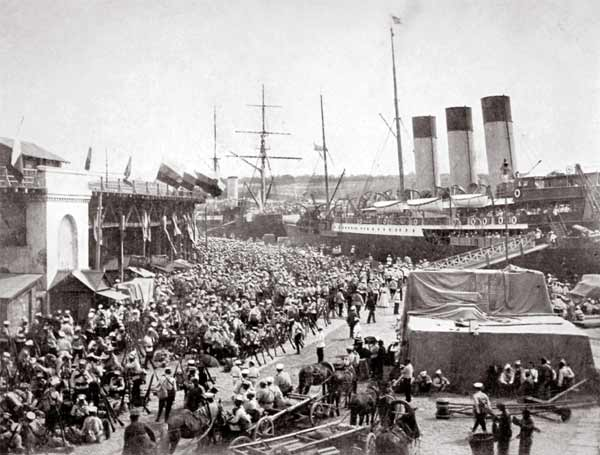
Посадка переселенців на пароплав «Херсон» в порту міста Одеси перед відправкою на Зелений Клин

Початок формування українського населення Зеленого Клину пов'язаний з приєднанням цього терену до Російської імперії й припадає на 1860 рік, коли сюди починають прибувати перші окремі українські родини. Разом з тим відомо, що до південно-східних районів регіону українці потрапляли і раніше. Так, ще у другій половині XVIII століття (1765—1785 років) на Камчатці опинились учасники гайдамацького руху (Коліївщини), які були заслані сюди царським урядом. Тут із них та якутських козаків було утворено камчатське козацтво, яке згодом зазнало значної метисації з місцевим тубільним населенням, внаслідок чого на початку XX століття лише наявність у мові камчатських козаків окремих українських слів свідчила про їх українське проходження.
Відомо, що у квітні 1771 року в Большерецьку, тодішній столиці Камчатки, під проводом засланих українців боцмана Серегородського, М. Беньовського і засланця Тимофія Семененка почалось антиросійське повстання.
Перші українці — вихідці з Полтавщини прибувають на терен Амурської області в 1860—1861 роках, а вже в 1863—1864 роках вихідцями з Полтавської губернії тут було засновано перші українські села — Троїцьке (1863), Середнєбільське та Новотроїцьке (1864) на річці Біла (Голуба). На цьому етапі переселенці пересувалися валками через весь Сибір, тому шлях з України до Зеленого Клину тривав декілька років. До 1880 року на далекосхідних землях проживало близько 100 тисяч осіб.

Українські поселення на Зеленому Клині

Різкий стрибок переселення відбувся після того, як з ініціативи генерала Павла Унтерберґера з 1882 року організовується безкоштовний перевіз поселенців — майже винятково українських селян — морем з Одеси та відведення їм найліпших земель в Уссурійсько-Ханківській низовині. У березні 1883 року прибув пароплав з кількома сотнями переселенців на борту, переважно з Чернігівської губернії. Саме з цього періоду починається масове заселення цих земель українцями.
Переселення українців відбувалося з всіх українських земель Наддніпрянської України, але найбільше переселенців було з Чернігівської, Полтавської та Київської губерній. З побудовою в 1890-х роках Транссибірської магістралі та Китайсько-Східньої залізниці перевезення переселенців морем від 1902 року припиняється. Від цього часу вони рухалися вже залізницею, що суттєво збільшує їх приплив. З початком у 1914 році Першої Світової війни на Далекий Схід депортуються тисячі українців з Східної Галичини, Буковини і Закарпаття, що були захоплені Російською імперією у Австро-Угорщини. З цього моменту на території Зеленого Клину були присутні представники всіх історико-етнографічних регіонів України.
Загалом за 1850—1916 роки з України офіційно на Далекий Схід переселилося 276 300 осіб, або 56,54 % всіх поселенців. В Амурській області кількість українців складала 49,7 % поселенців, у Приморській — 61,2 %.
Також багато українців переселялося в китайську північну Маньчжурію, де вони працювали на станціях російської Китайсько-Східньої залізниці, і оселялися поблизу неї. На початку XX століття там вже проживало 22 тисячі українців, що складало близько 33 % всього населення.
Вже на початку XX століття, із загальної кількости в півтора мільйони населення цієї околиці Російської імперії, що знаходилась на узбережжі Тихого океану, близько мільйона осіб походили з України. Українською мовою розмовляли 39,9 % мешканців Зеленого Клину, а українці складали тут 50 — 60 % всього населення. Різниця між мовою і національністю пояснювалась русифікацією, відсутністю українських шкіл, та низькою національною самосвідомістю. Деяких українців, що звикли до етнонімів русин та козак — записували, як росіян.
Одним з перших проявів українського культурного життя на Зеленому Клині стало заснування у Владивостоці у грудні 1893 року першого українського хору.

### Створення перших українських громад (1905—1917)

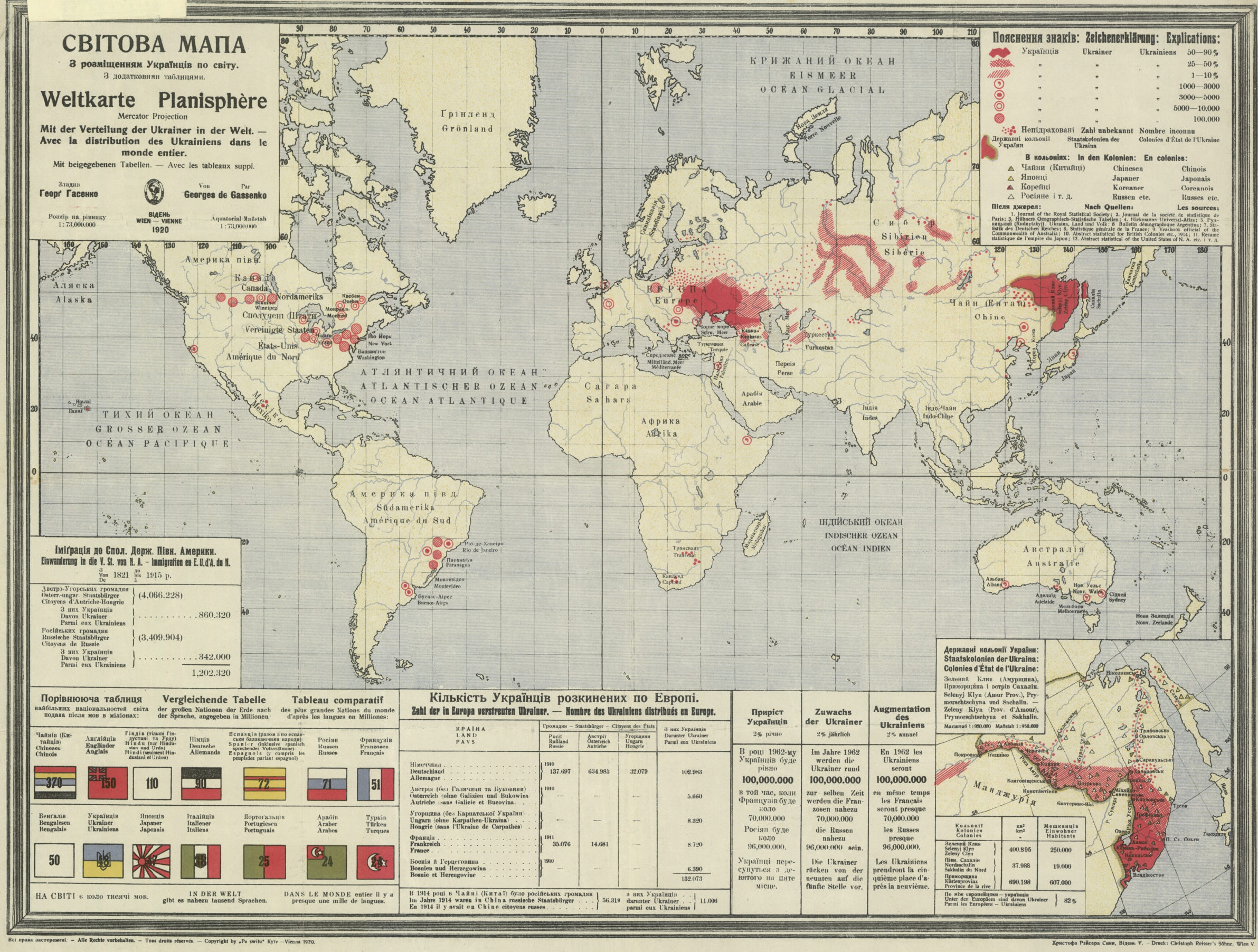
Мапа розселення українців у 1920 році

Після 1905 року збільшується кількість книжок, часописів та газет українською мовою, розвивається українське театральна та громадська діяльність, здійснюються практичні кроки до української самовизначеності.
Першою українською національною організацією на Зеленому Клині стала Владивостоцька студентська Українська Громада (голова — К. Андрущенко, секретар — Б. Воблий), яка була створена при місцевому Східному інституті восени 1907 року. Правда вона проіснувала недовго і вже 1909 року була заборонена за наказом міністра народної освіти.
7 грудня 1907 року в Харбіні було заснували Український клуб, з бібліотекою, театральним гуртком та хором. В часи Першої світової війни клубом організовувався збір коштів для допомоги українцям, постраждалим через бойові дії.
1909 року, одразу після закриття «Української громади» у Владивостоці утворився Український гурток (керівники — І. Мостипан, І. Антонюк, Ю.Глушко-Мова), який напівлегально діяв аж до 1917 року. 1916 року було зроблено спробу легалізувати українське громадське життя у Владивостоці шляхом створення Владивостоцького українського громадського благодійного зібрання, однак влада не дозволила його реєстрації. З 1909 року українці Зеленого Клину регулярно відзначали Шевченківські дні.
У 1910 році в місті Микольську-Уссурійському було створено товариство «Просвіта» (засновники — Й. Переверзєв-Розсуда, С. Ніжинецький, П. Хоменко), якому також було відмовлено в офіційній реєстрації. Ще 1907 року у Микольську-Уссурійському робилися заходи щодо видання газети «Молода Україна». 1911 року у Олександрівську на Сахаліні діяв український аматорський театральний гурток, який був створений Б. Воблим.
Напередодні першої світової війни в Микольську-Уссурійському В. Ткаличем та Юрієм Глушко-Мовою був організований книжковий кіоск, через який поширювалася українська періодика та література. Такий же кіоск діяв і у Владивостоці. Єдиною легальною організацією, що діяла в цей період на терені Зеленого Клину, був Український клуб, створений 1911 року в Благовіщенську (організатори й керівники — Л. Глібоцький, М. Мацюк, О. Грищенко, Л. Шаля, д-р Підгаєцький). Формуванню української національної самосвідомості в цей період значною мірою сприяла діяльність українських театральних труп К. Кармелюка-Каменського, Й. Переверзєва-Розсуди, М. Каганця, які активно гастролювали на Зеленому Клині.
Найбільшим досягненням української далекосхідної громади стало відкриття при Харбінському українському клубі у 1916 році першої далекосхідної української початкової школи. Згодом на пожертви українців у Харбіні був зведений Український Народний Дім.
Українській мові та українській культурі доводилося виборювати право на існування навіть попри низький відсоток осіб російського походження (близько 5 %). Однією з причин такого було утримання державних посад росіянами, викладачами навчальних закладів також були росіяни. Невизнання українців за окрему націю, що володіє високою і стародавньою культурою, призводило до переваги мови російської навіть серед українців, які приїздили до міста — чимало було таких, котрі соромилися говорити на своїй рідній мові, тим паче, якщо вони соціально піднімалися вище своїх співвітчизників. Популярне тоді твердження, що українська мова — це «сільське наріччя» російської мови, робило свою справу і багато українців, аби надати солідности власним прізвищам, русифікували їх, додаючи закінчення «-ов» або «-єв».

### Початок українського руху за незалежність (березень— травень 1917)
В березні 1917 року українці Далекого Сходу розгортають національну діяльність. Лютнева революція 1917 року в Росії поклала край обмеженням прав та свобод поневолених народів, спричинила розвиток українського громадського життя, котре проявилось у створенні низки громадських утворень (громад, кооперативів, товариств, рад, спілок, професійних об'єднань тощо), які, на початках, не мали єдиного центру керування та чітко визначеної мети — їх головне завдання полягало в захисті етнічних інтересів українського населення та можливости реалізації його прав як національної спільноти.
Одразу після того, як 17 березня 1917 року в Києві була створена Українська Центральна Рада, 25 березня у Владивостоці постала перша українська «Громада», очолена полковником Федором Стешком.
У квітні 1917 року українські спільноти створились у Хабаровську, Благовіщенську, Владивостоці, Імані, Свободному, Микольську-Уссурійському, Харбіні, інших містах та селах з компактним проживанням українців.
Найчисельнішою була українська спільнота у Владивостоці, котра налічувала понад півтори тисячі осіб, серед котрих було чимало військових місцевого гарнізону. 30 квітня 1917 року вийшло перше на Далекому Сході українське друковане видання «Українець на Зеленому Клині». Там публікувались резолюції Другого військового з'їзду в Києві, інформація про необхідність формування українського війська, Універсалів Центральної Ради. Редактором газети був Дмитро Боровик.

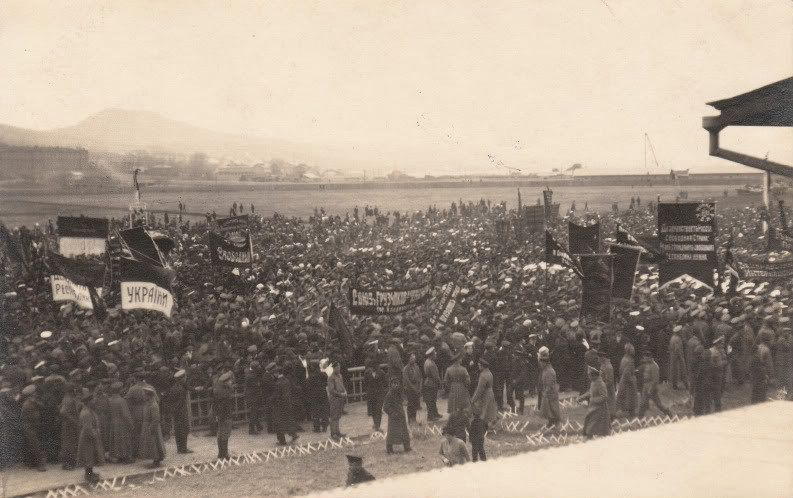
Українська демонстрація у Владивостоці

Навесні 1917 року створилась Українська військова рада при Амурській флотилії, однак ця організація проіснувала недовго, її діяльність обмежилась організаційними справами.
Організувало культурно-просвітницьку діяльність громадсько-культурне об'єднання «Просвіта», розвивався кооперативний рух, очолений крайовим українським кооперативом «Чумак», активно діяли осередки українських партій — Українська партія соціалістів-революціонерів, котра налічувала близько 200 членів, та соціал-демократів з 150-ма активістами.
1 травня 1917 року, у Владивостоці, військові, разом з цивільними мешканцями, загальним числом понад три тисячі, провели демонстрацію під національними прапорами, після котрої відбулось віче з промовами, зокрема, сотника Андруженка і полковника Федора Стешка, та проводи військових на фронт в Європі.

### Державотворення (червень 1917— червень 1919)
24 червня 1917 року у Микольську-Уссурійському відбувся Перший загальний всеукраїнський з'їзд діячів та мешканців Далекого Сходу, ініційований Далекосхідною вчительською спілкою, головою якої був Онисим Ступак. З'їзд вирішив вимагати від Тимчасового уряду визнання національно-культурної автономії українського населення, організацію українських військ Далекого Сходу, легітимність Української Далекосхідної Крайової Ради та Секретаріату.
З'їзд, де головував А. Романюк, створив перший виконавчий орган держави — Тимчасовий Далекосхідній Український Крайовий Комітет який очолив Онисим Ступак, до складу комітету також увійшли: П. Василенко, Прокопця, І. Ігнатенко і Онисій Попович. Цей комітет мав наладити справи та якнайшвидше скликати Другий з'їзд.
Одразу від початку роботи делегати з'їзду зазнавали утисків з боку російських кіл. Зокрема, командування російської армії заборонило присутність там 8-ми військовополоненим — галичанам — учасникам Першої світової війни з австрійської сторони. Більшовицька рада Владивостока ухвалила рішення розігнати з'їзд, котрий, на їх думку, розколював у «революційний рух». Але солдати, більша частина з яких були українцями, не виконали це рішення і надалі з'їзд відбувався спокійно.
16 липня 1917 року в Харбіні пройшов загальний з'їзд делегатів, де створили Українську Окружну Маньчжурську Раду на чолі з військовим лікарем Іваном Модзалевським. Рада розмістилась в будинку військового штабу, там же заснували військову секцію, котру очолив ад'ютант штабу 2-го відділу прикордонної охорони, поручник Петро Твердовський.
Петро Твердовський запропонував на з'їзді використовувати український військовий корпус для боротьби з більшовиками, що було підтримане командуванням союзних військ Далекого Сходу та Сибіру в особі французького генерала Моріса Жанена, однак не знайшло підтримки в урядових колах Франції.
Проголошення 22 листопада 1917 року Центральною Радою у Києві Української Народної Республіки було підтримане українцями Харбіна, Маньчжурії та Зеленого Клину в цілому. Телеграмою Маньчжурська Українська Окружна Рада вітала Центральну Раду з проголошенням УНР та повідомляла, що українці Маньчжурії не визнають для себе інших вказівок, крім розпоряджень Української Центральної Ради. 10 грудня 1917 року, нагоди проголошення УНР, Маньчжурською окружною радою було організовано урочистий вечір за участи близько тисячі осіб.
4 січня 1918 року в Хабаровську розпочався Другий Всеукраїнський з'їзд, куди прибуло багато селян, котрих цікавила справа про переселення до України. Цим селянам дісталась неродюча чи й геть непридатна до рільництва земля, або вони просто відчували тугу за рідним краєм. З'їзд обговорював питання переселень та різні хліборобські справи. На з'їзд прибуло понад 50 делегатів з Приморщини, Амурщини, Маньчжурії, Забайкальщини та Камчатки. З'їзд послати делегатів до Києва, аби узгодити ці питання. Обрали новий Тимчасовий Комітет у складі Гордія Мелашича, Гаврила Кириченка-Могили і Я. Кушнаренка.
Тим часом російські більшовики захопили владу на Сибіру й намагались підкорити Зелений Клин, здійснивши різню в Благовіщенському. Спроби більшовицького заколоту виявились невдалими. У Владивостоці тоді владу тримали японці, котрі захищали мешканців від більшовицьких насильств. Окрім японського десанту, в владивостоцькому порті стояли військові крейсери — американський, англійський та два японських.
Так само китайці прогнали більшовиків з Маньчжурії, що дало змогу генералу Дмитру Хорвату, який признавався українцем, створити в Харбіні українські антибільшовицькі військові частини. Захищена національним військом, могла розвивати діяльність, заснована в Харбіні, Маньчжурська Українська Окружна Рада, котра друкувала офіційний «Вісник» та створювала українські школи.
7 квітня 1918 року, в Хабаровську, Третій Всеукраїнський з'їзд ухвалив рішення створити Самостійну Українську Далекосхідну Республіку та почати організацію української армії Далекого Сходу. Керувати процесом повинен був Крайовий секретаріат на чолі з Юрієм Глушком-Мовою, верховним командиром українських загонів Далекосхідної самооборони було призначено полковника Слищенка.
Однак, попри всі потуги, вдалося створити лише один український полк — імені Т. Шевченка. Полк був беззбройним, створений в жовтні 1918 року у Владивостоці.
Також на Третьому з'їзді було розроблено територіально-адміністративну систему: територія поділялась на 10 округів (Українських Окружних Рад), кожен з яких відповідав за свою округу і мав свій окружний центр. Для виконання розпоряджень крайової ради був створений Український Далекосхідній Секретаріат.

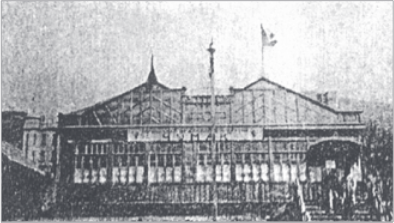
Будинок у Владивостоці, в якому в 1918—1922 роки розміщувався Український Далекосхідний Секретаріат та центральний український кооператив «Чумак»

Після Третього з'їзду Маньчжурська Українська Окружна Рада, відчувши повноту української влади, навіть розпочала видачу українських паспортів. Текст документів друкувався трьома мовами — українською, російською і англійською.
Активність українців Далекого Сходу була безпосередньо пов'язана з розвитком подій в самій Україні. Поки в Києві діяла Центральна Рада, далекосхідні українці активно самоорганізовувалися й боролися за свої права. З початком падіння Києва та зростанням впливів більшовиків, які виступили проти організованого українства зі зброєю в руках, український рух на Зеленому Клині опинився в дуже складних умовах. Певна частина населення регіону домагань українців не розуміла і, в кращому випадку, ставилася до них байдуже, інша ж частина почала здійснювати всі можливі заходи для ліквідації руху. Охолола до громадської праці й значна частина старших діячів української спільноти в Маньчжурії.
В кінці травня 1918 року в Київ прибула направлена з Харбіна делегація Маньчжурської окружної ради, очолена Петром Твердовським. Після приїзду Твердовський відвідав міністра закордонних справ Української Держави Дмитра Дорошенка й подав доповідь про ситуацію на Далекому Сході та вимоги від імені «Манджурської Окружної Ради» про визнання російським урядом Зеленого Клину частиною України, звільнення краю від російських військ, визнати українські органи місцевої влади, дозволити організувати військо. Від української влади «манджурці» просили створити при уряді відділ справ Зеленого Клину та призначити консула в Харбині.
Влада Української Держави не змогла надати належної підтримки українцям Далекого Сходу, маючи територіальні суперечки з російсько-радянським урядом за Харківщину й Катеринославщину. Єдине, що було зроблено українським урядом, це призначення Твердовського за українського консула Далекого Сходу. Також з України на схід була відправлена освітня гуманітарна допомога — українські книги наукової та художньої літератури.
Після повернення Твердовського до Харбіну ситуація на Далекому Сході була надскладною, розпочалась боротьба чехів з більшовиками, влада в Сибіру опинилася в уряду Вологодського. Вологодський та провід чехословацьких легіонів погодились на утворення українського війська. Однак незабаром російські праві осередки, що дістались влади, почали цьому перешкоджати, а згодом — забороняти.
29 червня 1918 року, за наказом російського есера Алексєєвського, були проведені арешти всіх найактивніших українців та заборонена діяльність Окружної Ради й ведення будь-якої української національної роботи. Через політичні ускладнення деякий час не діяв Український Далекосхідний Секретаріат, який на той час перебував у Владивостоці. На початку вересня 1918 року російськими білогвардійцями отамана Калмикова був розстріляний екс-голова Тимчасового далекосхідного українського комітету — Гаврило Криченко-Могила.
Четвертий «Надзвичайний» Всеукраїнський з'їзд відбувся 24 жовтня 1918 року у Владивостоці. З'їздом було напрацьовано проєкт конституції українців Далекого Сходу. Створення українського війська Секретаріат доручив генерал-лейтенанту Борису Хрещатицькому, учаснику війни з більшовиками в складі військ Колчака. Хрещатицький розпочав формування українських збройних формацій на станції Ехо, але адмірал Колчак заборонив формування війська, а наявну дивізію послав на боротьбу з більшовиками.

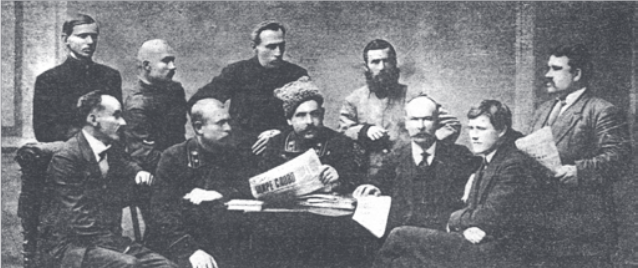
Учасники ІІ сесії Української Далекосхідньої Крайової Ради: сидять (зліва направо) — Ю. Глушко-Мова, І. Божко, В. Яковенко, Л. Глібоцький, П. Твердовський, стоять — В. Гальченко, П. Романенко, Є. Гаєвський, М. Левонюк, П. Горовий

Крім військових питань з'їзд ухвалив «Українську декларацію до народів світу», яку було поширено українською, французькою, англійською та російською мовами, де зазначив свою позицію з найбільш актуальних питань — про ставлення до політики більшовиків та німецької окупації України. Крім того, з'їзд ухвалив остаточне рішення стосовно питання щодо масового повернення українських переселенців на Україну, визнавши його неможливим, оскільки таке переселення стало б «першим історичним прикладом деколонізації, протилежним історико-соціяльним законам та шкідливим як для самих переселенців, так і для Української держави за її незакріпленого політичного ладу та слабкого державного бюджету». Крім того, втілення цієї ідеї було визнане неможливим і через технічні причини — у зв'язку з відсутністю практичних можливостей для масового переселення.
Відразу після закінчення Четвертого Далекосхіднього з'їзду, на початку листопада 1918 року розпочала свою роботу Перша сесія Крайової Ради. У ній взяли участь представники тільки Владивостоцької, Іманської та Маньчжурської округ. Секретаріят доповів сесії про те, що було зроблено за минулий час і що він «вважає потрібним чинити українству надалі». Крайова Рада, керуючись постановами з'їзду, ухвалила провадити організацію українських військових формувань на Далекому Сході та негайно утворити крайовий український економічний орган з як найширшими завданнями (Український банк). На сесії було створено комісію з членів Секретаріяту й одного з членів Крайової Ради, яка мала розробити статут цього економічного органу.
Навесні 1919 року було досягнуто домовленостей з генералом Леонідом Вериго, котрий почав створення «вільного козацтва». Тоді ж у Владивостоці зорганізували 1-й Український Далекосхідний Ново-Запорізький курінь вільного козацтва. Однак новостворені частини відчували брак зброї та амуніції.
27—31 травня 1919 року у Владивостоці відбулася Друга сесія Української Далекосхідньої Крайової Ради. Це була перша повна сесія Крайової Ради, на якій були присутніми делегати майже від усіх українських Окружних Рад, в сесії взяли участь представники Владивостоцької, Микольськ-Уссурійської, Іманської, Хабаровської, Свободненської, Забайкальської та Маньчжурської Українських Окружних Рад.
28 травня у роботі сесії взяв участь український консул на Далекому Сході Петро Твердовський. Він зробив доповідь про міжнародне становище України, про відношення представників інших держав, які перебували на Далекому Сході, до України взагалі і до її консула зокрема.
30 травня 1919 року радою була прийнята «Конституція національно-культурної автономії українства на Далекому Сході», (головували — Венедикт Яковенко, Л. Глібоцький, І. Божко). Юрисдикція Конституції поширювалася на терени Забайкальської, Амурської, Приморської, Сахалінської, Камчатської областей та Маньчжурії.
Конституцією проголошувалося, що українське населення Далекого Сходу є складовою частиною «особливої української самостійної нації» та має «племінний та культурний зв'язок… з народом та краєм, з якого вони вийшли, з Наддніпрянською Україною». Відповідно, ухвалюючи цю Конституцію та реалізуючи тим самим своє право на самовизначення у формі національно-культурної автономії, далекосхідні українці намагалися «забезпечити собі свободу на самостійне національно-культурне життя на новій батьківщині».

### Конфлікт з Білою армією (червень 1919— січень 1920)
У червні 1919 року, під час наради секретаріату, дійшли висновку, що дозволу на створення армії від російської влади не буде. Тоді ухвалили рішення про оголошення війни О. Колчаку та почати створення партизанських загонів, котрі мали б стати основою майбутнього війська. На цю пропозицію пристав командир чеського легіону генерал Р.Гайда.
Про ці задуми вивідала колчаківська контррозвідка та проти діячів українського руху було вжито репресій: 20 червня 1919 року заарештували козаків українського куреня у Владивостоці разом з головою секретаріату Юрієм Глушком-Мовою.
Однак антиколчаківське повстання вже набирало ходи, котру не могли зупинити жодні репресії. Серед повстанців було чимало українців, котрі створювали партизанські загони та воювали проти білих до повалення режиму адмірала Колчака у січні 1920 року.
Колчаківська адміністрація наказала заслати голову Українського секретаріату на Камчатку. Перед засланням Юрія Глушка випустили для участі у похованні сина Юрка, після чого Глушко-Мова переховувався владивостоцького перевороту 31 січня 1920 року. Українських ув'язнених військових так само було випущено, але ці війська розпорошили в лави білогвардійської армії.

### Конфлікт з російськими більшовиками та окупація (січень 1920— листопад 1922)
20 січня 1920 року, в Читі, голова ради округу В. Козак, від імені далекосхідних українців, надіслав прохання до отамана Григорія Семенова про надання повноти влади на місцях та допомоги в організації війська.
15 березня 1920 року Секретаріат готувався до скликання П'ятого Українського далекосхідного з'їзду, який запланували на 20 квітня 1920 року, але він так і не відбувся, бо генерал Леонід Вериго змушений був розпустити українські полки через погрози застосування сили від більшовиків. Проте після розпаду Радянського Союзу 19 березня 1993 року П'ятий Всеукраїнський з'їзд таки відбувся у Владивостоці. З'їздом було створено об'єднання «Зелений Клин» та затверджено склад нового Секретаріату. Крім того, З'їзд надіслав до президента Росії Бориса Єльцина та органів місцевої влади звернення, метою якого були визнання та реєстрація створеного об'єднання. Проте воно так і не було зареєстроване, тому, відповідно, не змогло розгорнути свою діяльність.
6 квітня 1920 року влада в Зеленому Клині фактично перейшла до Далекосхідної Республіки, створеної більшовиками, як буферна держава між Радянською Росією і Японією, а її українське населення отримало лише культурну автономію в її складі.
11 липня 1920 року вийшов указ отамана Григорія Семенова про визнання за етнічними українцями Зеленого Клину права на національне самовизначення в межах Далекосхідної держави з наданням кожному народу національно-територіальної автономії. Українцям передавалася вся повнота влади на місцях. Це підтверджено Семеновим в указі від 31 жовтня 1920 року, в якому також йшлося про необхідність створення єдиного Далекосхідного селянсько-козацького національного комітету (уряду), якому належала б уся влада на Далекому Сході.
У жовтні 1920 року українці отримали від отамана Григорія Семенова, за визнання його головою Далекосхідної держави, першу підтримку — золота 14 кілограмів та борошна — 10 вагонів борошна. Цю допомогу використали на підтримку українського національного руху.
14 — 21 листопада 1920 року у Владивостоці відбулась Третя сесія Крайової Ради. На ній розглядалося питання про вибори до Установчих Зборів Далекосхідньої Республіки (ДСР). Обміркувавши це питання сесія визнала, що вирішення майбутнього Далекого Сходу без участі представників українського населення, що становить більшість усього населення Далекого Сходу, «суперечить елементарним правам нації і принципам народоправства». Тому Крайова Рада вважала, що закон про вибори до Установчих Зборів треба пристосувати «до складних обставин місцевого крайового життя із мішаним населенням» шляхом проведення виборів по національних куріях. Також Третя сесія Крайової Ради переобрала новий склад Українського Далекосхіднього Секретаріяту, до якого ввійшли: Юрій Глушко-Мова, Д.Кисільов, В.Жук, С.Прант, А.Криштофович.
Сесія виступила з гострою критикою держав Антанти за їх підтримку анексіоністських зазіхань Польщі щодо території України та російських «єдино-неділимих» кіл у їх намаганнях відбудувати «тюрму народів». Тим самим Антанта, на думку сесії, виразно засвідчила, що «реалізація українським народом своїх прав на незалежне життя для союзників небажана». Українська Далекосхідня Крайова Рада також гостро засудила й окупаційну по відношенні до України політику радянської Москви, оптимістично сконстатувавши, що український народ прокинувся. Але ця сесія була останньою; після неї почались поступові репресії з обмеження української автономії, єдиним фактором, що вберігав Українську Далекосхідну Республіку від повного винищення, були японські війська, які тримали нейтралітет між українцями і росіянами.
22 жовтня 1922 року японські війська залишили Примор'я, 5 листопада 1922 року, після захоплення Владивостока більшовиками, був заарештований Юрій Глушко-Мова, разом з іншими українськими активістами. Пізніше, в січні 1924 року, українські діячі були засуджені радянською владою на Читинському процесі.
10 листопада 1922 року більшовики змусили парламент Далекосхідної Республіки заявити про наміри об'єднання з більшовицькою Росією — рада без війська не мала змоги чинити спротив. З встановленням на Зеленому Клині радянської влади всі українські організації були ліквідовані, їх керівники та активісти арештовані, а майно, створене копіткою працею, конфісковано.

### Евакуація в Маньчжурію (листопад 1922— серпень 1945)
Єдиним містом, у якому залишились українські організації, стало місто Харбін, що розташовувалося всередині Китайської території. Саме в Маньчжурію ринула хвиля біженців із Зеленого Клину. У Ціцікарі, Харбіні, Шеньяні, Калгані, Нанкіні, Кантоні з'явилися нові квартали, заселені українцями.
У Маньчжурії українська діаспора налічувала близько 20—30 тисяч чоловік і зосереджувалась в містах: Харбіні, Дайпені, Мукдені. Чисельні громади українців знаходились в Шанхаї, Ціндао, Тяньцзіні, Ханчжоу.

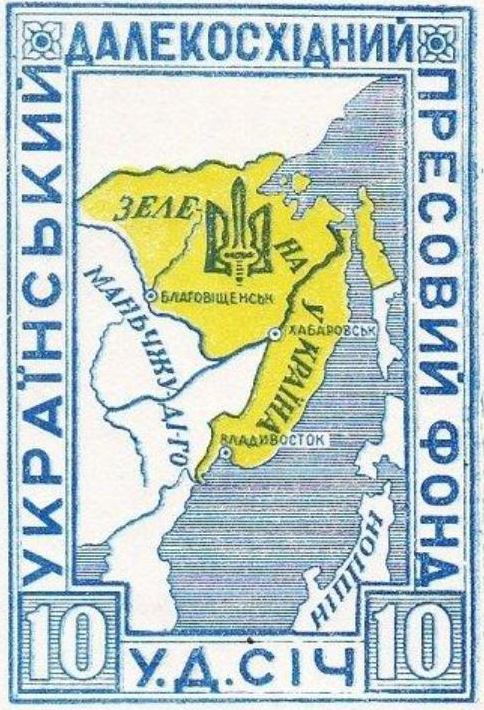
Мапа Зеленого Клину на марці Українського Далекосхідного Пресового Фонду (1936 рік)

У 1923 році почалися перші репресії і від китайської влади, були зачинені українські організації в Маньчжурії, а пізніше, навіть конфіскувала майно Українського клубу та його дім, також було закрито українську гімназію у Харбіні. Падіння у 1922 році Української Народної, Кубанської та Далекосхідної українських республік, а також відчутна асиміляція українців значно вплинули на діяльність української громади Маньчжурії. Відіграв свою негативну роль і Мукденський договір 1924 року, згідно з яким Східно-китайська залізниця перейшла у спільне китайсько-російське управління, через що значна кількість українців, працівників залізниці, змушена була прийняти радянське громадянство задля збереження місця своєї праці. Все це призвело до майже цілковитого занепаду всіх українських організацій у першій половині 1926 року. Фактично, від 1926 року до осені 1931 року єдиною активною суто національною організацією на всьому Далекому Сході була Харбінська «Просвіта».
Проте попри складні умови протягом 1920-х років діаспора продовжувала існувати, хоча частина українців перебралася до Шанхаю, Гонконгу, деякі — до Бразилії і Аргентини.
Великі зміни для українців на Далекому сході відбулися після окупації у 1931—1932 роках Маньчжурії японськими військами, які значно краще ставились до українців, ніж китайці. 1934 року в Харбіні на правах філії берлінської організації гетьмана Скоропадського була створена Українська військова організація «Січ» (секретар — Роман Барилович). При цій організації була створена українська військова школа. А вже у 1935 році українці колишньої Маньчжурської Української Окружної Ради домовилися з новою японською владою про створення Української національної колонії Харбін. З цього часу в місті легально починають діяти українські видання, об'єднання, організації та україномовна радіостанція. До Харбіну прибували українські ветерани польсько-української та радянсько-української війн, а також різні політичні та культурні діячі. Колонія досягла майже 20 тисяч осіб.

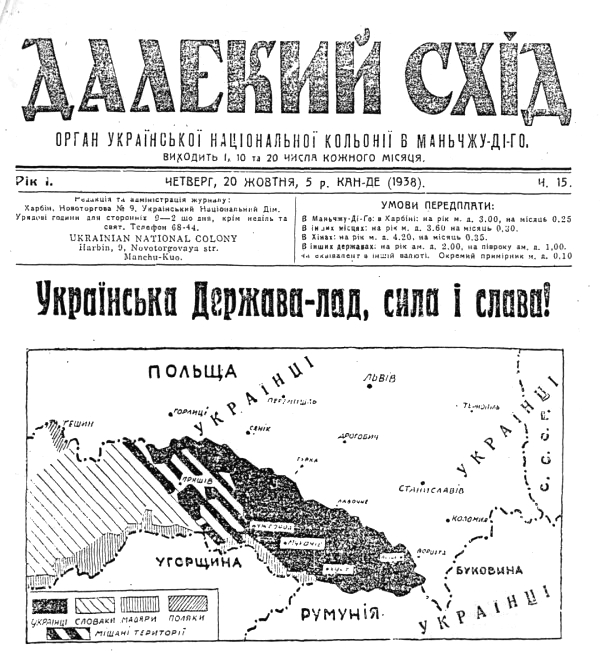
Повідомлення в Харбінській газеті «Далекий Схід» про створення Карпатської України (1938 рік)

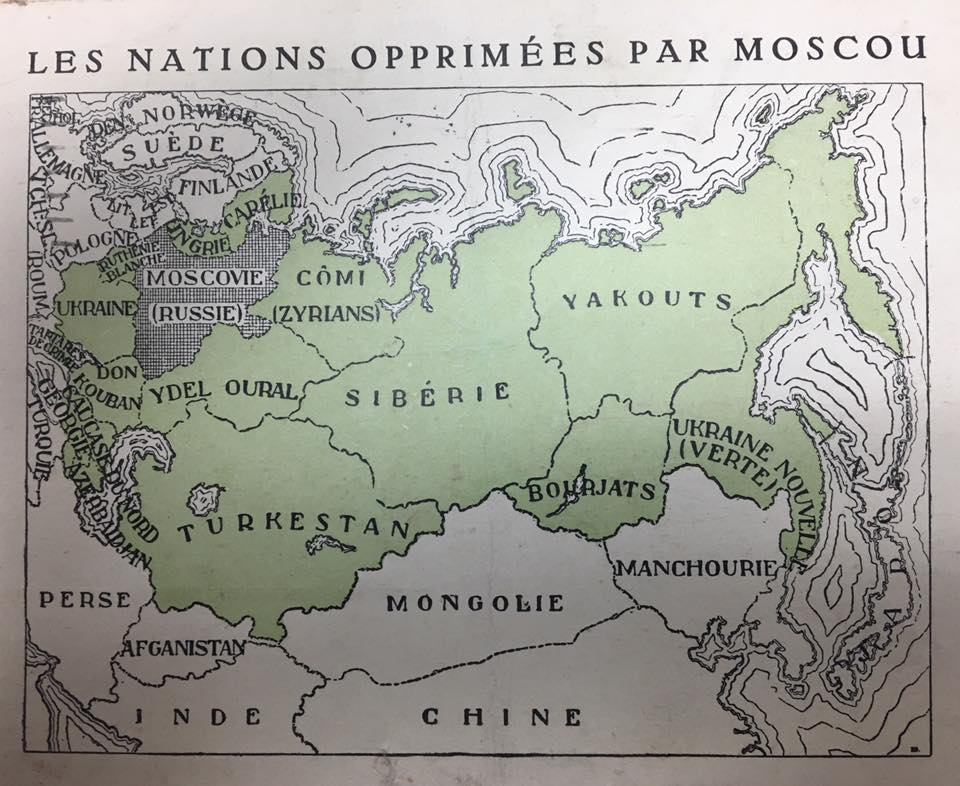
Франкомовна карта, де зображено дві поневолені України на території колишньої Російської імперії, східну іменують як «Нову Зелену Україну»

Відчувши великий національний підйом українців та побоюючись самостійних військових дій, японська влада також розпочала перші репресії; у 1937 році було закрито більшість українських товариств, але колонію Харбін не ліквідували. Зміна ставлення до українців пояснювалася також підтримкою Японією харбінських росіян та русифікованих українців — колишніх білогвардійців, яких у місті було близько 100 тисяч.
Пожвавлення українців Маньчжурії викликали відомості про створення у 1938 році та проголошення незалежності у 1939 році Карпатської України. До Української Далекосхідної Січі масово почали записуватись українці, котрі раніше проявляли інертність в національних справах. Вони почали вимагати паспорти Карпатської України, але того ж року Угорщина окупувала українську країну на Закарпатті.
Українці Харбінської колонії чекали вдалого моменту для початку повстання на Зеленому Клині, а саме — оголошення Японією війни Радянському союзу. Але з часом на цю подію надії ставало все менше. Через поступову та все більш очевидну поразку Японії у Другій світовій війні, українцям втілити свій план так і не вдалося. Батальйон «Далекосхідна Січ» проіснував до 1943 року та був розпущений через низьку фінансову та зовнішньо-політичну підтримку від Японії, яка була зайнята війною з США.
9 серпня 1945 року Радянський союз оголосив війну Японії, яка вже була майже переможена США; радянські війська було скеровано в Маньчжурію.
15 серпня 1945 року, з наближенням до міста радянських військ, почалась евакуація українців з Харбіна до міста Тяньцзінь, згодом — до Шанхаю, де створили Українську громаду, очолену членом ОУН Михайлом Гнатівим, куди увійшло понад 150 членів. На базі організації утворився Український Допомоговий Комітет — чиє основне завдання — вивозити українців з небезпечного для них тепер Китаю.
Українська Національна Колонія Харбін проіснувала до 19 серпня 1945 року, коли з приходом радянських військ її ліквідували. Частину українського населення колонії примусово вивезли, усі українські колоніальні установи і організації закрили, а чільних українських діячів розстріляли. Більшу частину архіву колонії керівництво встигло спалити, частина була вивезена до Чити.
До 1949 року Український Допомоговий Комітет, разом з американською організацією у справах біженців, переправив більшість українців із Шанхаю на Філіппіни і Тайвань, а звідти — до Канади, США, Австралії та Аргентини. Основну роботу в комітеті щодо переправляння біженців виконував Михайло Гнатів та Микола Лебідь.
1 жовтня 1949 року в ході громадянської війни, було повалено Республіку Китай, а на її місці було проголошено ворожу до національних проявів українців комуністичну Китайську Народну Республіку. На цьому закінчилась історія існування будь-яких українських політичних та культурно-просвітницьких установ на території Китаю. Активістів громад було заарештовано та позбавлено волі, І.Шлендика та Ю.Роя — страчено..

## Адміністративний устрій
Всього було створено 10 Українських Окружних Рад.
Регіональний рівень організації української діяльности на Зеленому Клині в період 1918—1922 років складали Українські Далекосхідні Окружні Ради. Вони являли собою територіальні органи національного самоврядування, що об'єднували й координували діяльність українських організацій на терені певних округів, що охоплювали звичайно територію повіту (Владивостоцька, Микольськ-Уссурійська, Іманська, Хабаровська Українські Окружні Ради) або області (Забайкальська, Сахалінська, Камчатська Окружні Ради). На терені Амурської области діяли дві Окружні Ради — Благовіщенська та Свободненська. Крім того, в Амурській області первісно (в 1917 р.) діяла Амурська Обласна Українська Рада, яка була обрана на Амурському українському обласному з'їзді, що відбувся на Трійцю 1917 р. за участи майже 200 делегатів. Амурська Українська Обласна Рада висунула в 1917 року свій список на виборах до Всеросійських Установчих Зборів (О. Володько, Л. Король, Г. Рудиков, Я. Ситницький).
Вищим українським представницьким та законодавчим органом на Зеленому Клині в 1918—1922 рр. стала Українська Далекосхідна Крайова Рада, що увінчувала структуру національно-представницьких органів українського населення, яка включала також місцеві Громади та Окружні Ради. Статус та основні принципи діяльності Української Далекосхідної Крайової Ради були закріплені в Конституції національно-культурної автономії українства Далекого Сходу, що була ухвалена на її другій сесії у Владивостоці 30 травня 1919 року.

## Культура та громада

### Преса
Важливим феноменом стає в цей період на Зеленому Клині українська преса. В 1917–1922 роках тут виходило декілька українських газет:
- «Українець на Зеленому Клині» (1917—1920),
- «Щире Слово» (1919—1920),
- «Українська думка» (1921),
- «Громадська думка» (1921),
- «Известия Дальневосточного Украинского пресс-бюро» (1920) у Владивостоці,
- «Хвилі України на Сахаліні» (1917—1918),
- «Ранок» (1917),
- «Нова Україна» (1918) — в Хабаровську,
- «Українська справа на Амурі» (1917),
- «Амурський українець» (1920) у Благовіщенську,
- «Зоря» (1920—1921) в Микольську-Уссурійському,
- «Українське життя» (1921—1922) в Микольську-Уссурійському,
- «Засівні» (1917—1918) — у Харбіні.
- «Манівець» (1920) — на станції Маньчжурія,
- «Український Сахалін» (1921),
- «Поступ» (1921—1922) — у Харбіні,
- «Вимоги життя» (1921—1922) — у Харбіні.

Деякі газети виходили після окупації 1922 року Зеленого Клину у Маньчжурії:
- «Далекий Схід» (1925—1926),
- «Українське життя» (1929—1930),
- «Українське слово» (1932),
- «Маньджурський вістник» (1932—1937).

### Книговидання
Робилися в цей час заходи і щодо організації на Зеленому Клині українського книговидання. Цю діяльність вели:
- Далекосхіднє видавниче товариство ім. Т. Г. Шевченка (1918, Хабаровськ),
- Українська Далекосхідня видавнича спілка (1920) у Владивостоці,
- Українське Далекосхіднє крайове кооперативно-видавниче товариство ім. Т. Г. Шевченка (1921) у Владивостоці,
- Видавництво «Сяйво» (1920) у Микольську-Уссурійському,
- Видавництво «Січ» (1921) у Микольську-Уссурійському.

### Освіта
В 1917 році вже тільки в Приамур'ї було 88 українських шкіл, також планувалось відкриття вищих українських навчальних закладів.
4 травня 1921 року у місті Чита було створено спеціальний український відділ, стараннями якого почали відкриватися українські школи. Перші з них відкрито на станції Хілок, у містах Верхнєудінськ, Чита, Борзя, Благовєщенськ, Свободний, Хабаровськ.
Станом на 1921 рік у Хабаровському повіті діяло 22 українські школи, а в Амурській губернії — 9. Розвинути шкільну мережу не дозволяла постійна нестача підручників та вчителів.
Всього на Зеленому Клині діяло понад 700 українських шкіл.

### Релігія

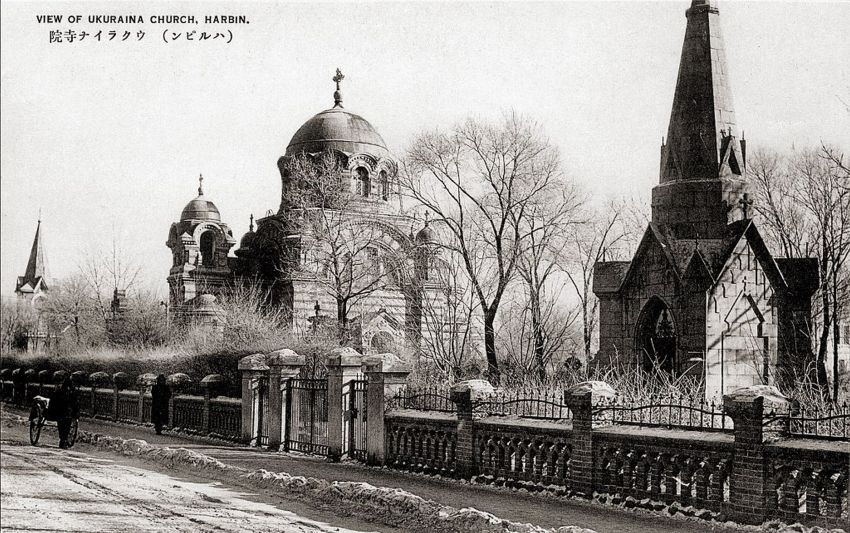
Українська Церква Покрови Пресвятої Богородиці у Харбіні, (1930-ті)

Найбільшого поширення українське релігійне життя набуло в Маньчжурії. Ще влітку 1917 року на прохання українців була відправлена перша українська панахида у пам'ять Полтавської битви, по гетьману Івану Мазепі в Харбінському катедральному соборі. Тоді панахида набула великого розголосу і викликала обурення з боку Приморського єпископа Євсевія.
Першою українською релігійною організацією на Далекому сході стало засноване у 1921 році Українське Свято-Покровське братство в Харбіні на чолі з Леонтієм Пекарським. Тимчасове приміщення для церкви в помешканні Українського дому освятив архієпископ Харбінський і Маньчжурський Мефодій 26 листопада 1921 року. Частину літургійних книжок для парафії подарував митрополит Василь з Києва. Перша Служба українською мовою відбулася на Благовіщення 1924 року. Загалом, служби переважно відбуватися церковнослов'янською мовою, українською ж, як правило, один раз на місяць.
В 1930 році у Харбіні було зведено українську церкву Покрови Пресвятої Богородиці, розташовувалась вона на Старому харбінському кладовищі. Крім того, діяла в Маньчжурії й греко-католицька місія. Відомо, що тоді в Харбіні кількість українців — греко-католиків становила не більше 12 осіб.

## Економіка
Задоволення культурних запитів далекосхідних українців, згідно з Конституцією, мало забезпечуватися з державного бюджету за пропорційним принципом. Основним доходами українського бюджету були Українські Далекосхідні Кооперації.
Уже в постановах Першого всеукраїнського Далекосхіднього з'їзду з фондової секції було зафіксовано рішення про необхідність заснування кредитової каси (товариства), членами якої мали стати усі свідомі українці. Каса мала кредитувати українські організації та приватних осіб української національності, керуючись принципом «Свій до свого по своє». Прибуток від діяльности цього кредитового товариства мав скеровуватися на так званий національний «Залізний фонд».
Економіка Української Далекосхідної Республіки формувалась з таких промислів: видобуток золота і кольорових металів, рибна, лісова промисловість, ловецтво, суднобудування і морського транспорту. З продуктів сільського господарства 1912 року поширення набула соя.
Варто зазначити про широкий розвиток в 1919—1922 роках на Далекому Сході української кооперації, яка мала задовольняти економічні потреби українського населення та одночасно сприяти його культурному розвитку та протидіяти його русифікації.
Існували такі українські кооперативи:
- «Чумак» (Всереспубліканський)
- «Гайдамака» (Микольськ-Уссурійськ)
- «Запорожець» (Хабаровськ)
- «Українець» (Благовіщенськ)
- «Хлібороб» (Свободне)
- «1-й Український» (Чита)
- «2-й Український» (Олександрівськ-Сахалінський)

Відділи «Чумака» було створено практично в усіх найзначніших містах Далекого Сходу: Микольську-Уссурійському (10 лютого 1921 року), Імані (лютий 1920 року), Хабаровську, Свободному, Благовіщенську, Читі, Харбіні тощо.
Відділи «Чумака» існували також в Шанхаї (уповноважений — І. Луговий) та Токіо (уповноважений — Є. Коломієць).

## Найбільші міста
Оцінка населення міст Далекосхідної Республіки на 1918 рік:
- Харбін — 400,000
- Чита — 77,000
- Благовіщенськ — 70,000
- Владивосток — 65,000
- Хабаровськ — 52,000
- Микольськ-Уссурійський — 30,000
- Нерчинськ — 14,000
- Свободний — 10,000
- Миколаївськ-на-Амурі — 7,000
- Олександрівськ-Сахалінський — 6,500
- Імань — 6,000
- Петропавловськ-Камчатський — 2,000

## Збройні сили
Напередодні лютневої революції 1917 року українці, як із числа місцевих мешканців, так i покликані до служби з України, становили значну частину особового складу російських імператорських військ у Сибіру та на Зеленому Клині. За деякими даними у Владивостоці українці становили до 50–60 % особового складу місцевого гарнізону. Українське вояцтво взяло активну участь у розбудові українського національно життя на Далекому Сході з перших днів революції, становлячи значну частину членства українських Громад, що тоді тут виникли.